# Orville O. Dull
Orville „Bunny“ Oscar Dull (* 25. April 1888 in Lima, Ohio; † 29. Dezember 1978 in Los Angeles, Kalifornien) war ein US-amerikanischer Regieassistent, Filmregisseur und Filmproduzent, der bei der Oscarverleihung 1949 den Oscar für den besten Dokumentarfilm erhielt.

## Leben
Orville O. Dull war Regieassistent bei den Filmen Daddy’s Gone A-Hunting (1925) und The Dixie Merchant (1926) und war bei der Oscarverleihung 1934 für den Oscar für die beste Regieassistenz nominiert. Ab Mitte der 1920er Jahre war er selbst als Regisseur tätig und produzierte einige seiner überwiegend als Kurzfilm entstandenen Arbeiten selbst. Für den von ihm produzierten Dokumentarfilm The Secret Land (1948) erhielt er bei der Oscarverleihung 1949 den Oscar für den besten Dokumentarfilm. Einer der bekanntesten von ihm produzierten Filme war When Ladies Meet (1941) von Robert Z. Leonard.

## Filmografie (Auswahl)
Produzent
- 1940: Der große Edison (Edison, the Man)
- 1941: When Ladies Meet
- 1942: We Were Dancing
- 1942: Stand by for Action
- 1946: Eine Falle für den Banditen (Bad Bascomb)
- 1947: Little Mister Jim
- 1948: The Secret Land